# Горішній Коритен
Горішній Ко́ритен (болг. Горни Коритен) — село в Кюстендильській області Болгарії. Входить до складу общини Трекляно.

## Населення
За даними перепису населення 2011 року у селі проживали 25 осіб, усі — болгари.
Розподіл населення за віком у 2011 році:
Динаміка населення: